# Krzyż Rzeszy

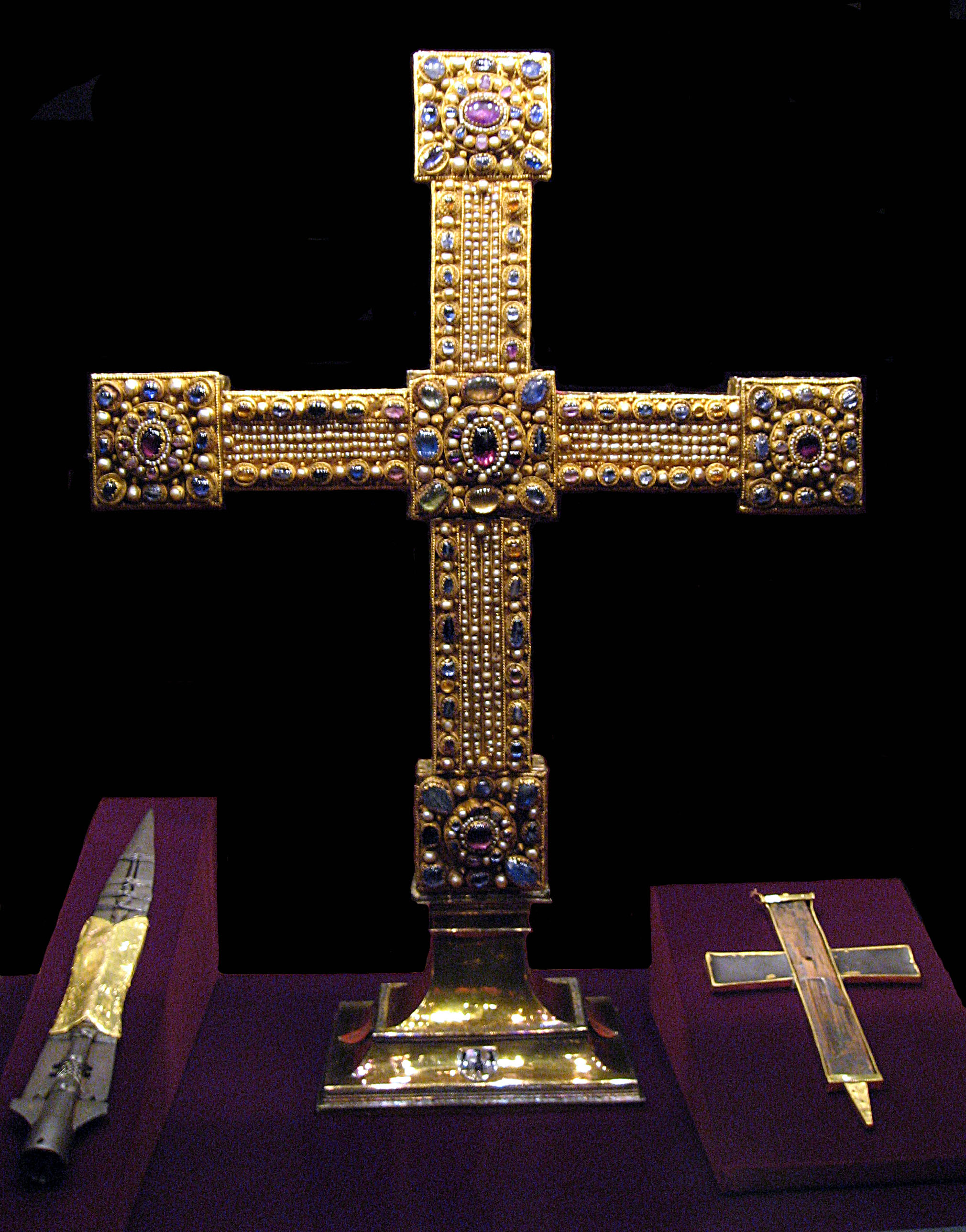
Krzyż Rzeszy. Po lewej widoczna Włócznia Św. Maurycego, po prawej relikwiarz Krzyża Chrystusowego

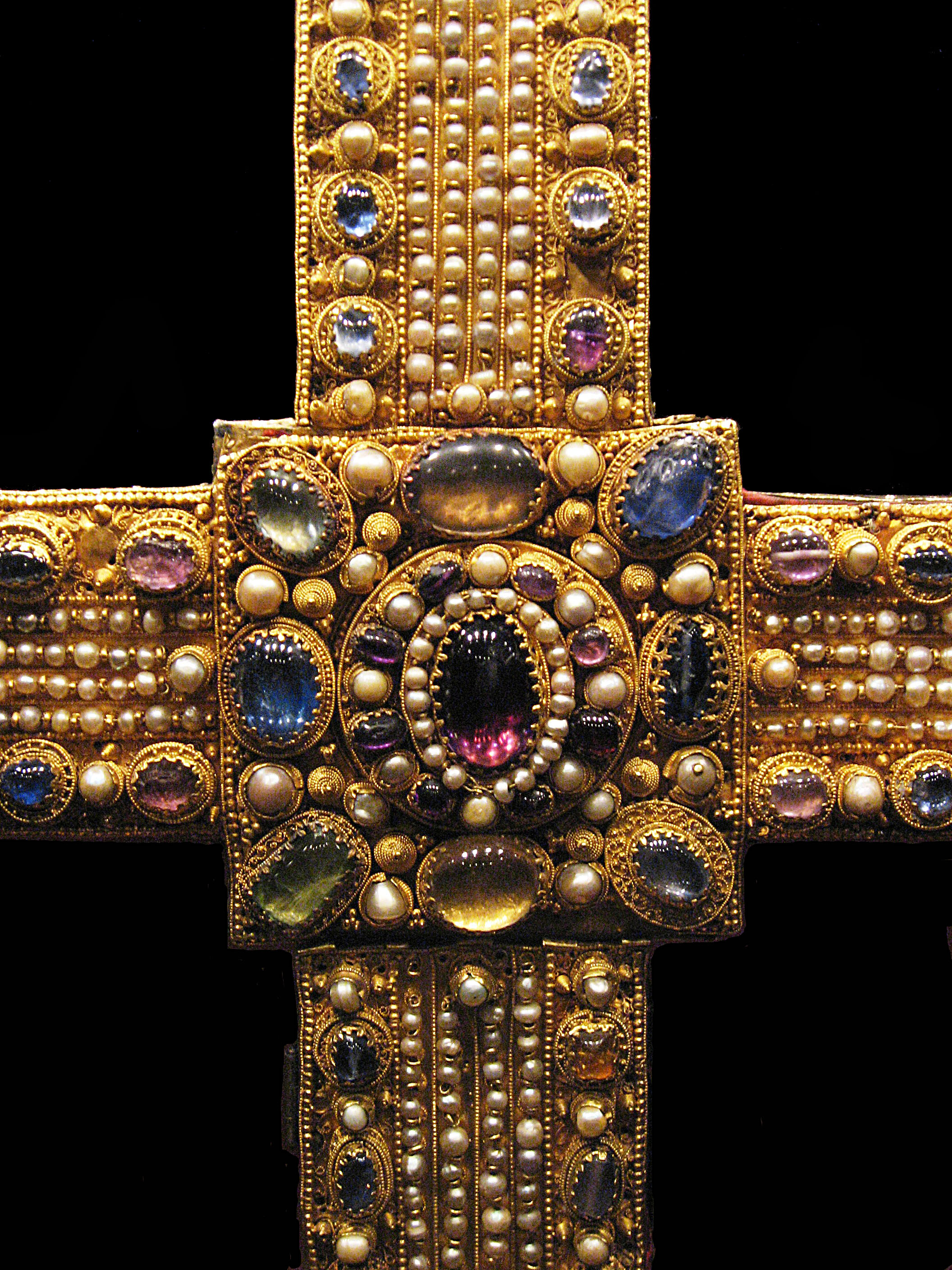
Fragment Krzyża Rzeszy

Krzyż Rzeszy – insygnium państwowe Świętego Cesarstwa Rzymskiego, jednocześnie pełniące funkcję relikwiarza – ma związek z innymi ważnymi relikwiami Chrystusa, które wchodziły w skład regaliów cesarskich. Datowany na 1024/25 albo 1030 rok, jest cennym przykładem  średniowiecznego złotnictwa i sztuki ottońskiej. Przechowywany w skarbcu cesarskim w Wiedniu.

## Opis
Insygnium to ma formę krzyża. Wymiary – wysokość 77 cm, szerokość 70 cm. Szerokość ramion wynosi 9 cm, przy czym końcówki są szerokie na 12 cm. Krzyż wykonany jest z drewna dębowego, w całości pokryty blachą ze szczerego złota. Od strony frontalnej bogato zdobiony kamieniami szlachetnymi oraz perłami. Dekoracja kamieniami jest rygorystycznie podporządkowana regularnej kompozycji całości. Zaakcentowane zostały końcówki ramion oraz miejsce skrzyżowania ramion, gdzie pola są gęsto kameryzowane, wokół dużych topazów wysadzono mniejsze kamienie i perły. Krawędzie ramion są również kameryzowane, pomiędzy nimi znajdują się sznury pereł. Jest to typowy przykład crux gemmata – charakterystyczne w dobie sztuki średniowiecznej nawiązanie do ideogramu Chrystusa i apostołów. 
Tylna strona była niegdyś dekorowana, posiadała plakietki, które były wykonane techniką niello, na skrzyżowaniu ramion był wizerunek Baranka Bożego w otoczeniu dwunastu apostołów, zaś na końcówkach ramion znajdowały się plakietki z symbolami czterech ewangelistów. 
Na bocznych ściankach widoczna jest inskrypcja: 
ECCE CRVCEM DOMINI FVGIAT PARS HOSTIS INIQVI † HINC CHVONRADI TIBI CEDANT OMNES INIMICI 
(Przed tym krzyżem Pana uciekł oddział wroga. Dlatego przed tobą Konradzie ustąpią przeciwnicy)
Słowo: CHVONRADI: odnosi się do cesarza Konrada II, z którym to wiąże się czas powstania tego dzieła. 
Dzieło to pełniło funkcję krzyża relikwiarzowego – w jego wnętrzu niegdyś przechowywano relikwie Chrystusa – drzazgę z krzyża Chrystusowego oraz włócznię kryjącą gwóźdź z Krzyża Pańskiego znaną jako Włócznia Świętego Maurycego. 
Podstawa krzyża wykonana ze srebra złoconego, pochodzi z XIV wieku, z czasów panowania Karola IV, króla Czech i cesarza. Na przedniej części widoczna jest plakietka z czarnym orłem cesarskim na złotym tle.
Pod koniec XVIII w. Krzyż Rzeszy, podobnie jak inne regalia cesarskie, został przeniesiony do Wiednia i znajduje się tam do dziś. Eksponowany jest wraz z innymi w skarbcu (Schatzkammer) wchodzącym w skład Hofburgu.